# Les Chercheurs
Les Chercheurs est une huile sur toile du peintre espagnol Joaquín Sorolla réalisée en 1897 de 122 × 151 cm.
La peinture représente l'intérieur du laboratoire du neurologue Luis Simarro, ami et médecin de la famille de Sorolla. Il a été présenté durant l'Exposition Nationale des Beaux-Arts de 1897.
Il est exposé au Musée Sorolla, Madrid.